# Кавилл, Генри
Ге́нри Уи́льям Да́лглиш Кэвилл (англ. Henry William Dalgliesh Cavill; род. 5 мая 1983, Сент-Сейвьер, Джерси, Нормандские острова, Великобритания) — британский актёр. Известен по ролям в фильмах «Война богов: Бессмертные», «Средь бела дня», «Человек из стали», «Агенты А.Н.К.Л.», «Бэтмен против Супермена: На заре справедливости», «Лига справедливости», «Лига справедливости Зака Снайдера», «Миссия невыполнима: Последствия», в сериалах «Тюдоры» и «Ведьмак».

## Биография
Кэвилл родился 5 мая 1983 года на острове Джерси (Нормандские острова) и был четвёртым из пяти мальчиков в семье. Учился в частной школе Святого Михаила в местном приходе Сент-Сейвьер перед тем, как пошёл учиться в школу Стоу в Бакингемшире, где впервые начал играть в школьных спектаклях. Его мать, Марианна Далглиш, работала секретарём в банке. Она родилась в Джерси и имеет шотландское, английское и ирландское происхождение. Его отец, Колин Кавилл, родился в Честере, Англия и работал биржевым маклером. В 2000 году, играя в регби, 16-летний Кавилл познакомился с актёром Расселом Кроу, который снимался на натуре в школе Стоу для фильма «Доказательство жизни». Актёр поделился с ним некоторыми советами по актёрскому мастерству. Актёры позже работали вместе над «Человеком из стали».

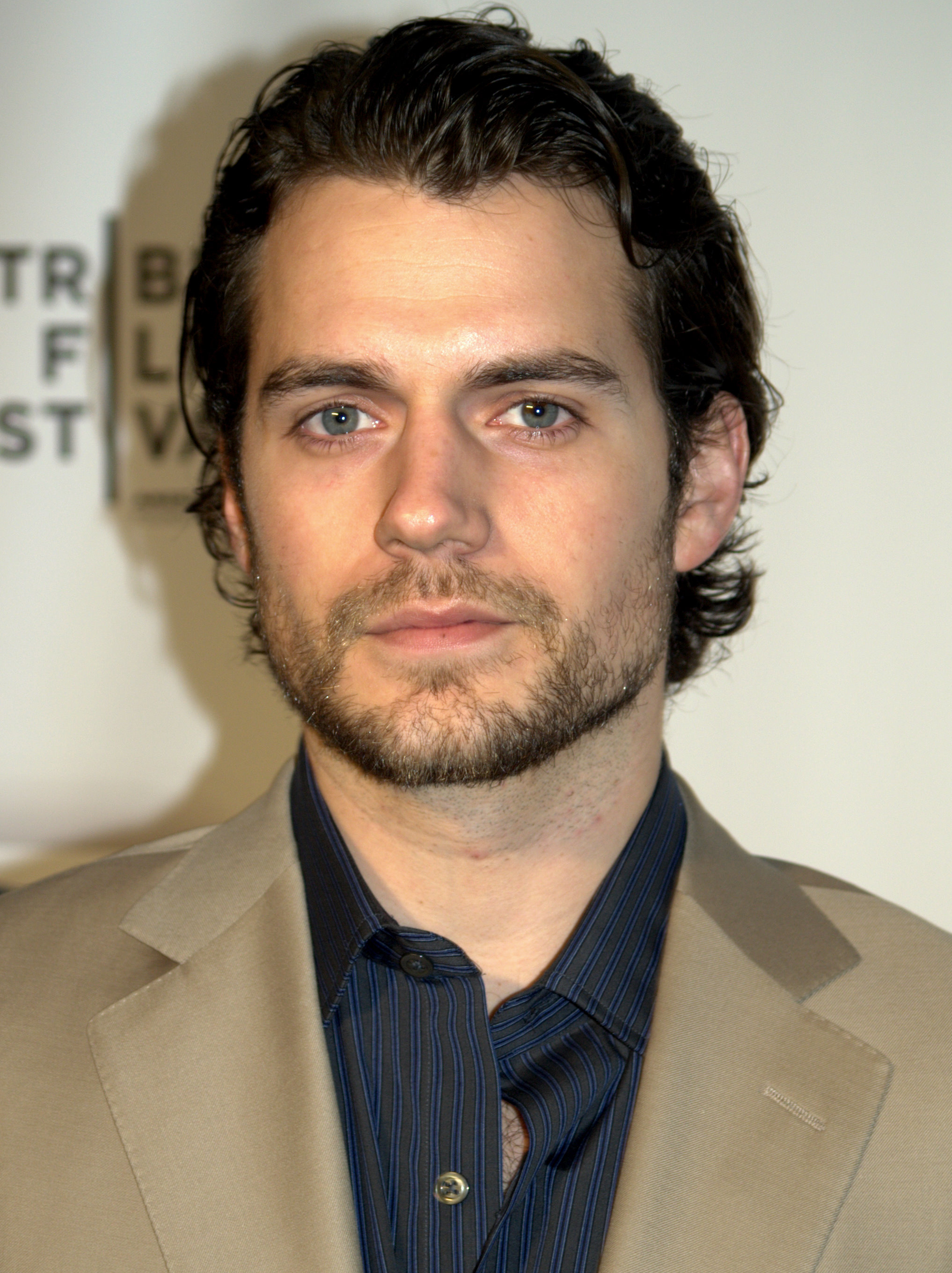
Кавилл в 2009 году

Первым заметным появлением Кавилла на экране стала роль в фильме «Граф Монте-Кристо», вскоре последовали роли в модернистском фильме «Я захватываю замок» с Ромолой Гарай в 2003 и в экспериментальном HDTV-фильме «Красная Шапочка» в 2004 году. В 2005 году появился в фильме «Восставший из ада 8: Мир ада», а в 2006 году у Кэвилла была второстепенная роль в фильме «Тристан и Изольда».
Также у актёра было несколько неудач на кастингах. Он пробовался на роль Седрика Диггори в фильме 2005 года «Гарри Поттер и Кубок огня», но роль досталась Роберту Паттинсону. В том же 2005 Кэвилл претендовал на роль Джеймса Бонда в фильме «Казино „Рояль“». Продюсеры и режиссёр выбирали между ним, Дэниелом Крейгом и Сэмом Уортингтоном, но посчитали, что он слишком молод для этой роли. Позже он пробовался на роль Эдварда Каллена, но в то время, когда начали снимать фильм, ему было уже 24 года и он не выглядел как 17-летний подросток, и роль опять отошла к Роберту Паттинсону.
В 2007 году Генри Кавилл получил одну из главных ролей в телесериале канала Showtime «Тюдоры». Он сыграл Чарльза Брэндона, лучшего друга и зятя короля Генриха VIII. В 2009 сыграл одного из главных персонажей Эвана Маршалла в фильме ужасов Джоэла Шумахера «Кровавый ручей». Также в этом году у него была второстепенная роль в фильме Вуди Аллена «Будь что будет».
В начале 2008 года Кавилл стал лицом британского аромата Dunhill.
В 2010 году Кавилл был выбран на роль Тесея в новом мифологическом крупнобюджетном фильме «Война богов: Бессмертные», выход которого состоялся осенью 2011 года.

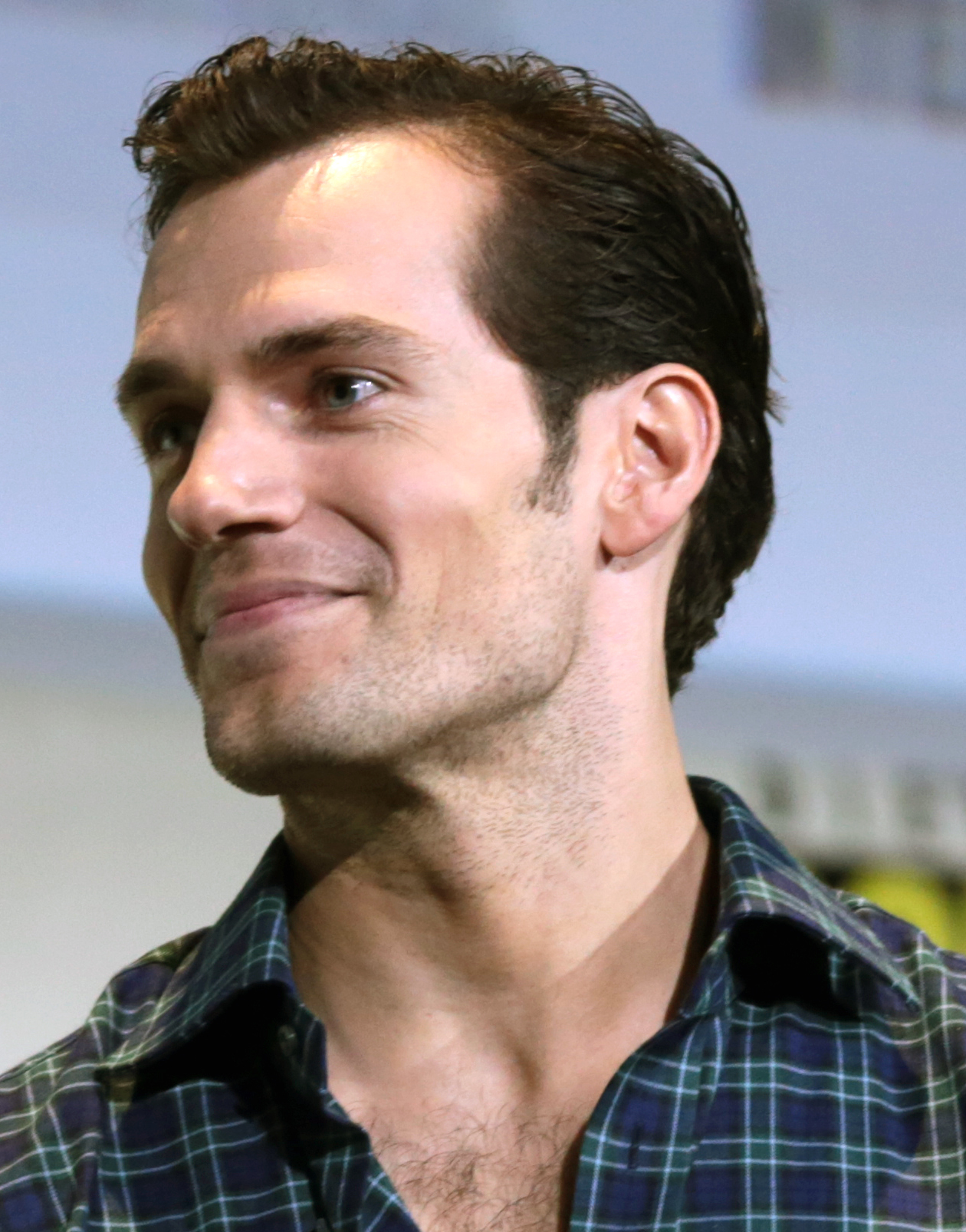
Кавилл в 2016 году

30 января 2011 года стало известно, что Генри успешно прошёл кастинг и получил роль Супермена в новом фильме Зака Снайдера «Человек из стали», выход которого состоялся 14 июня 2013 года.
В 2012 году Кавилл был включен в список «50 самых стильных британцев» по версии журнала GQ. В декабре 2013 года он был назван «Самым сексуальным мужчиной в мире» британским журналом Glamour. В том же году журнал Empire поместил его на 3-е место в своем списке «100 самых сексуальных кинозвезд 2013 года».
20 июля 2013 года режиссёр Зак Снайдер объявил на «Комик-Коне» о начале съёмок сиквела «Человека из стали» под названием «Бэтмен против Супермена: На заре справедливости», где Генри вновь сыграет Супермена. 16 ноября 2017 года вышел последний на данный момент кинокомикс с участием Кавилла под названием «Лига справедливости».
В ноябре 2018 года получил премию GQ «Мужчина года» на церемонии в Берлине.
В 2019 году вышел сериал «Ведьмак» от Netflix, в котором Генри исполнил главную роль. 27 июня 2019 года было объявлено, что Кавилл сыграет Шерлока Холмса в фильме «Энола Холмс» компании Legendary Entertainment с Милли Бобби Браун в главной роли. 13 мая 2021 года было объявлено, что он повторит свою роль в фильме «Энола Холмс 2». 21 мая 2021 года стало известно, что Кавилл сыграет главную роль в перезагрузке фильма «Горец», хотя его роль пока неизвестна. Кавилл присоединится к актёрскому составу нового шпионского фильма режиссёра Мэтью Вона «Аргайл: Супершпион». В том же месяце в статье Deadline было подтверждено, что он сыграет главную роль в экранизации книги Проект «Рози» режиссёра Стива Фалька, основанном на одноимённой книге, написанной австралийским писателем Грэмом Симсионом.
В 2022 году на своей странице в Instagram Кавилл опубликовал фотографию, в которой он держит текст, описывающий события игры Mass Effect 3. Из-за этого начали распространяться слухи, что актёр собирается играть протагониста серии, капитана Шепарда, в предстоящем сериале от Amazon. В интервью Генри заявил, что он не против принять участие в экранизации, но только если она будет хорошей.
В октябре 2022 года стало известно, что Кавилл получил главную роль в фильме Гая Ричи «Министерство неджентльменских дел».

## Личная жизнь
В 2009 году Генри Кэвилл начал встречаться с британской всадницей Эллен Уитакер. Они обручились в мае 2011 года. Однако в мае 2012 года пара рассталась. 
Летом 2013 года Генри встречался с актрисой Кейли Куоко (сериал «Теория Большого взрыва»), но этот роман очень быстро (спустя несколько недель) закончился. 
В апреле 2021 года подтвердил в своём инстаграм-аккаунте отношения с Натали Вискузо (продюсер, вице-президент по телевидению Vertigo Entertainment и бывший вице-президент по телевидению и цифровым студиям в компании Legendary Entertainment), опубликовав пост, где они вместе играют в шахматы. В мае 2021 года, чтобы прекратить слухи и домыслы о своей личной жизни, выложил ещё одно совместное фото и написал «очень счастлив в любви и жизни». 16 апреля 2024 года на премьере в Нью-Йорке фильма «Министерство неджентльменских дел» Генри Кавилл объявил, что он и Натали ждут первенца.
В январе 2025 года стало известно, что Генри Кавилл и Натали Вискузо стали родителями.
Генри Кавилл является представителем Фонда охраны дикой природы имени Даррелла.
Кавилл является заядлым геймером с самого детства. Однажды он пропустил важный звонок с предложением играть Супермена из-за World of Warcraft. Любовь к игре Ведьмак побудила его сыграть Геральта в её экранизации. Ещё он назвал серию стратегических игр Total War одной из своих любимых. Серия ролевых игр Mass Effect ему также небезразлична. Он играл во все части и очень лестно отзывался об оригинальной трилогии.
Он фанат клуба Канзас-Сити Чифс. Кавилл является поклонником регби и обладателем абонемента в свой "родной" клуб Джерси Редс.

## Фильмография
| Год       |    | Русское название                                | Оригинальное название              | Роль                                                   |
| --------- | -- | ----------------------------------------------- | ---------------------------------- | ------------------------------------------------------ |
| 2001      | ф  | Лагуна                                          | Laguna                             | Томас Эпри                                             |
| 2002      | ф  | Граф Монте-Кристо                               | The Count Of Monte Cristo          | Альбер Мондего                                         |
| 2002      | с  | Инспектор Линли расследует                      | The Inspector Lynley Mysteries     | Чес Куилтер                                            |
| 2002      | тф | До свиданья, мистер Чипс                        | Goodbye, Mr. Chips                 | солдат Колли                                           |
| 2003      | ф  | Я захватываю замок                              | I Capture the Castle               | Стивен Колли                                           |
| 2003      | с  | Убийства в Мидсомере                            | Midsomer Murders                   | Саймон Мэйфилд                                         |
| 2005      | в  | Восставший из ада 8: Мир ада                    | Hellraiser: Hellworld              | Майк                                                   |
| 2006      | ф  | Тристан и Изольда                               | Tristan & Isolde                   | Мелот                                                  |
| 2007      | ф  | Красная Шапочка                                 | Red Riding Hood                    | Охотник                                                |
| 2007      | ф  | Звёздная пыль                                   | Stardust                           | Хамфри                                                 |
| 2009      | ф  | Кровавый ручей                                  | Blood Creek                        | Эван Маршалл                                           |
| 2009      | ф  | Будь что будет                                  | Whatever Works                     | Рэнди Джеймс                                           |
| 2007—2010 | с  | Тюдоры                                          | The Tudors                         | Чарльз Брэндон                                         |
| 2011      | ф  | Война богов: Бессмертные                        | Immortals                          | Тесей                                                  |
| 2012      | ф  | Средь бела дня                                  | The Cold Light of Day              | Уилл Шоу                                               |
| 2013      | ф  | Человек из стали                                | Man of Steel                       | Кларк Кент / Кал-Эл / Супермен                         |
| 2015      | ф  | Агенты А.Н.К.Л.                                 | The Man from U.N.C.L.E.            | Наполеон Соло                                          |
| 2016      | ф  | Бэтмен против Супермена: На заре справедливости | Batman v Superman: Dawn of Justice | Кларк Кент / Кал-Эл / Супермен                         |
| 2017      | ф  | Замок из песка                                  | Sand Castle                        | Капитан Сайверсон                                      |
| 2017      | ф  | Лига справедливости                             | Justice League Part One            | Кларк Кент / Кал-Эл / Супермен                         |
| 2018      | ф  | Миссия невыполнима: Последствия                 | Mission: Impossible - Fallout      | Август Уолкер / Джон Ларк                              |
| 2018      | ф  | Игра Ганнибала                                  | Night Hunter                       | Маршалл                                                |
| 2019—2023 | с  | Ведьмак                                         | The Witcher                        | Геральт из Ривии                                       |
| 2020      | ф  | Энола Холмс                                     | Enola Holmes                       | Шерлок Холмс                                           |
| 2021      | ф  | Лига справедливости Зака Снайдера               | Zack Snyder's Justice League       | Кларк Кент / Кал-Эл / Супермен                         |
| 2022      | ф  | Энола Холмс 2                                   | Enola Holmes 2                     | Шерлок Холмс                                           |
| 2022      | ф  | Чёрный Адам                                     | Black Adam                         | Кларк Кент / Кал-Эл / Супермен (камео)                 |
| 2024      | ф  | Аргайл: Супершпион                              | Argylle                            | Аргайл                                                 |
| 2024      | ф  | Министерство неджентльменских дел               | Ministry of Ungentlemanly Warfare  | Гас Марч-Филлипс                                       |
| 2024      | ф  | Дэдпул и Росомаха                               | Deadpool & Wolverine               | Джеймс «Логан» Хоулетт / Росомаха / Кавиллмаха (камео) |
|           | с  | Молодой Шерлок                                  | Young Sherlock                     | уточняется                                             |
|           | ф  | В серой зоне                                    | In the Grey                        | Джон Грей                                              |
|           | ф  | Вольтрон                                        | Voltron                            |                                                        |
|           | ф  | Энола Холмс 3                                   | Enola Holmes 3                     | Шерлок Холмс                                           |
|           | ф  | Горец                                           | Highlander                         | Коннор Маклауд                                         |

## Награды и номинации
| Год  | Награда                      | Категория                                    | Работа                             | Результат | Прим.  |
| ---- | ---------------------------- | -------------------------------------------- | ---------------------------------- | --------- | ------ |
| 2012 | NewNowNext Awards            | Cause You’re Hot                             | The Tudors                         | Номинация | [ 40 ] |
| 2013 | NewNowNext Awards            | Cause You’re Hot                             | Man of Steel                       | Номинация | [ 41 ] |
| 2013 | Teen Choice Awards           | Choice Summer Movie Star: Male               | Man of Steel                       | Номинация | [ 42 ] |
| 2013 | Teen Choice Awards           | Choice Liplock (shared with Amy Adams)       | Man of Steel                       | Номинация | [ 42 ] |
| 2014 | Critics' Choice Movie Awards | Best Actor in an Action Movie                | Man of Steel                       | Номинация | [ 43 ] |
| 2014 | MTV Movie Awards             | Best Hero                                    | Man of Steel                       | Победа    | [ 44 ] |
| 2016 | Teen Choice Awards           | Choice Movie Actor: Sci-Fi/Fantasy           | Batman v Superman: Dawn of Justice | Номинация | [ 45 ] |
| 2016 | Teen Choice Awards           | Choice Liplock (shared with Amy Adams)       | Batman v Superman: Dawn of Justice | Номинация | [ 45 ] |
| 2017 | Kids' Choice Awards          | Favorite Movie Actor                         | Batman v Superman: Dawn of Justice | Номинация | [ 46 ] |
| 2017 | Kids' Choice Awards          | Favorite Butt-Kicker                         | Batman v Superman: Dawn of Justice | Номинация | [ 46 ] |
| 2017 | Kids' Choice Awards          | Favorite Frenemies (shared with Ben Affleck) | Batman v Superman: Dawn of Justice | Номинация | [ 46 ] |
| 2017 | Golden Raspberry Awards      | Worst Actor                                  | Batman v Superman: Dawn of Justice | Номинация | [ 47 ] |
| 2017 | Golden Raspberry Awards      | Worst Screen Combo (shared with Ben Affleck) | Batman v Superman: Dawn of Justice | Победа    | [ 47 ] |
| 2018 | Teen Choice Awards           | Choice Action Movie Actor                    | Justice League                     | Номинация | [ 48 ] |
| 2021 | Saturn Awards                | Best Actor on Television                     | The Witcher                        | Номинация | [ 49 ] |